# باشگاه فوتبال جکسون‌ویل تی من
جکسون‌ویل تی من یک تیم فوتبال مستقر در جکسون‌ویل، فلوریدا، ایالات متحده آمریکا بود. به طور کلی، تی من چهار فصل عمر داشت، ابتدا در لیگ برتر فوتبال آمریکای شمالی (ان‌ای‌اس‌ال) از ۱۹۸۰ تا ۱۹۸۲، سپس در لیگ فوتبال سطح پایین‌تر آمریکا و لیگ فوتبال یونایتد از سال ۱۹۸۲ تا ۱۹۸۴.
این تیم به عنوان نیوانگلند تی من، مستقر در فاکسبرو، ماساچوست، شروع شد و پس از نقل مکان به جکسون‌ویل، نام خود را با موضوع مهمانی چای بوستون حفظ کرد. آن‌ها هم در فضای باز و هم فوتبال سالنی بازی می‌کردند و ورزشگاه گیتر بول و جکسون‌ویل کولیسئوم به‌عنوان زمین‌های خانگی آن‌ها خدمت می‌کردند. اگرچه آنها در سال اول خود عملکرد خوبی داشتند، اما در نهایت نتوانستند بر مشکلات مالی که از زمان نیوانگلند آنها را رنج می‌داد غلبه کنند و پس از فصل ۱۹۸۱-۱۹۸۲ توسط ان‌ای‌اس‌ال منحل شدند. یک مالک جدید فصل بعد تیم تی من را به لیگ کوچک فوتبال آمریکا آورد، جایی که آنها قهرمانی ای‌اس‌ال را در سال ۱۹۸۳ به دست آوردند. آنها در سال ۱۹۸۳ وارد لیگ فوتبال یونایتد جدید شدند، اما فشارهای مالی باعث شد که تیم پس از پایان فصل سقوط کند.